# 长梗秦艽
长梗秦艽（学名：Gentiana waltonii）是龙胆科龙胆属的植物，为中国的特有植物。分布于中国大陆的西藏等地，生长于海拔3,000米至4,800米的地区，一般生于山坡砾石地、山坡草地及林下。

## 别名
长梗龙胆（《内蒙古大学学报》）

## 种下等级
- Gentiana waltonii Burk. f. nana Hsiao et K. C. Hsia
- Gentiana waltonii Burk. var. lhasaensis (Hsiao et K. C. Hsia) T. N. Ho